# Sandrine Quétier
Pour les articles homonymes, voir Quettier.
 (octobre 2008).
Si vous disposez d'ouvrages ou d'articles de référence ou si vous connaissez des sites web de qualité traitant du thème abordé ici, merci de compléter l'article en donnant les références utiles à sa vérifiabilité et en les liant à la section « Notes et références ».
Sandrine Quétier, née le 30 décembre 1970 à Paris, est une animatrice de télévision, comédienne et musicienne française. Elle a exercé sur la chaîne TF1 de 2004 à 2017, présentant notamment les émissions Danse avec les stars, 50 minutes inside et Ninja Warrior : Le Parcours des héros. 

## Biographie

### Jeunesse et débuts médiatiques
Sandrine Quétier passe son enfance dans la vallée de Chevreuse, où, à dix-sept ans, elle obtient son baccalauréat avant d'entamer des études supérieures.
Après avoir fait ses études à l'IICP (Institut international de communication de Paris) et travaillé pour la communication d'une entreprise d'optique, elle débute à la télévision en 1994 comme présentatrice du tirage du jeu Keno sur France 3.

### 1996-2003: de M6 à France Télévisions
Son parcours l'amène sur M6, où elle anime Les piégeurs en 1996, puis elle fait une apparition dans un des épisodes de la série Jamais deux sans toi...t diffusée sur TF1. Elle anime ensuite Politiquement rock sur M6, de 1997 à 2000. On la retrouve parallèlement dans les flashs en direct de M6 Music ainsi que dans Le live du vendredi en 1997. Entre 2000 et 2001, elle anime des émissions spéciales de Culture pub, ainsi que Grand écran et Ciné 6, et elle présente, tous les mercredis, une rubrique sur les sorties cinéma de la semaine dans le Morning Live. En 2002, on a pu la voir dans Grand écran, Plus vite que la musique et Sex in the pub.
Sur France 2, elle a fait partie de l'équipe d'animateurs de Qu'est-ce qui se passe quand ? (septembre - novembre 2003), puis elle a coprésenté Le grand examen du savoir vivre en prime-time avec Thierry Beccaro (en décembre de la même année), Les vainqueurs de l'année coanimé avec Jean-Luc Delarue et Code de la route, le grand examen coanimé avec Patrice Laffont le 29 juin 2004. Elle a animé l'émission échec le Brise-Cœur, produite par Jean-Luc Delarue, chaque soir à 18 h sur France 2 durant l'été 2004.

### 2004-2017: animatrice à succès sur TF1, E! Entertainment, Odysée, RTL-TVI, France 2 et Europe 1
De 2004 à 2012, elle coanime Les 100 plus grands... avec Christophe Dechavanne, en première partie de soirée sur TF1 (elle a remplacé Valérie Benaïm).
De novembre 2006 à décembre 2017, elle anime 50 minutes inside, chaque samedi soir de 18 h 50 à 19 h 50, sur TF1 avec Nikos Aliagas (qui a succédé à Guillaume Lacroix).
Depuis septembre 2006, elle est également la présentatrice française d'E! Entertainment, la chaîne de Hollywood sur Canalsat. Elle présente en direct de grandes cérémonies du cinéma et de la télévision (Oscars du cinéma, Golden Globes, Festival du cinéma américain de Deauville, Festival de Cannes…) et anime les soirées hebdomadaires de la chaîne, ainsi que des émissions spéciales.
Sandrine Quétier a également coanimé sur TF1 la soirée du 31 décembre : Les enfants du 31 avec Arthur en 2006 et 2007, puis Les 100 plus grands... du 31 avec Christophe Dechavanne.
Elle présente, chaque soir de la semaine à 19 h 45 et le week-end à 20 h 10, l'émission « people » E!News sur E! Entertainment, ainsi que 4 minutes inside à 18 h 45 sur TF1, une version déclinée de son émission 50 minutes inside, qui traite de l'actualité « people » du jour.
Depuis 2008, elle présente l'émission Du beau, du bon, du bien-être sur Odyssée tous les samedis à 20 h 45. En 2013, le concept de l'émission et le programme sont renommés « Avis de Tendances[Quoi ?] » qui est diffusée tous les mardis à 20 h 40 sur Stylia. Avis de Tendances est un magazine de 26 minutes dédié au lifestyle. Chaque semaine, une personnalité du cinéma, de la mode, de la musique ou encore de la gastronomie vient partager son actualité et son art de vivre. En plateau, Oscar Ono, ancien expert de Queer, Les experts dans le vent, vient décrypter les dernières tendances.
De novembre 2008 à décembre 2009, elle anime avec Julien Arnaud 10 h le mag sur TF1. Ils sont entourés de chroniqueurs dont Matthieu Delormeau.
En novembre 2009, elle présente en première partie de soirée Le Plus Grand Quiz de France sur TF1. En décembre 2009, elle anime deux émissions en première partie de soirée sur TF1 : le magazine 120 min inside avec Nikos Aliagas puis La chanson de l'année, émission consacrée cette année à l'Association européenne contre les leucodystrophies dont elle est marraine.
Depuis 2009, elle joue le rôle de Sandrine dans la capsule humoristique « Fritkot » diffusée sur RTL-TVI en Belgique et sur HD1 en France. Elle y est une animatrice de télévision sur une chaîne française qui est installée en Wallonie lorsqu'elle n'est pas à Paris, fréquente les habitants du village à la baraque à frites (le fritkot) tout en les snobant et en ne comprenant absolument pas la mentalité des gens du cru.
En février 2010, elle lance[précision nécessaire] sur TF1 le vendredi en deuxième partie de soirée un nouveau magazine interactif Link, la vie en face
De 2011 à 2017, elle anime Danse avec les stars : tout d'abord avec Vincent Cerutti de 2011 à 2014, avec Laurent Ournac en 2015 et 2016 puis avec dix animatrices et animateurs de TF1 à tour de rôle en 2017.
Le 17 février 2011, elle remporte Le Grand Concours des animateurs sur TF1.
En juillet 2011, elle présente une émission spéciale consacrée au mariage du prince Albert II de Monaco et de Charlene Wittstock sur TF1 avec Jean-Claude Narcy, Nikos Aliagas, Denis Brogniart et Jean-Pierre Foucault.
Elle a présenté seule un jeu en prime-time diffusé les 28 juillet et 11 août 2012 sur TF1, intitulé Tout le monde aime la France.
Le 15 septembre 2012, elle remporte pour la seconde fois Le Grand Concours des animateurs sur TF1 (gagné la première fois le 17 février 2011).
Elle participe à Toute la télé chante pour Sidaction sur France 2.
Depuis plusieurs années maintenant, l'animatrice présente les Victoires de la Beauté aux côtés du créateur Willy Mansion.
Elle anime en 2015 l'émission culinaire MasterChef sur TF1 en remplacement de Carole Rousseau.
Elle participe à l'émission Les Enfants de la télé (spéciale La Grande soirée des 20 ans) en tant qu'invitée ainsi qu'à l'émission Le Champion de la télé diffusée le samedi 18 juillet sur TF1.
En septembre 2015, elle rejoint la bande des Pieds dans le plat de Cyril Hanouna sur Europe 1. 
Le 13 janvier 2017, elle assure la présentation du spectacle Âge Tendre, la tournée des idoles à Nancy, produit par Christophe Dechavanne.
Le 31 décembre 2017, elle quitte TF1 après y avoir exercé pendant 13 ans, pour se consacrer à son projet de devenir comédienne au théâtre.

### Depuis 2018: l'après-TF1, comédienne et chanteuse
Les 6 et 19 avril 2018, elle présente le spectacle Âge Tendre, la tournée des idoles, au Mans et à Brest, en remplacement de Cyril Féraud.
En 2020, elle revient sur TF1 en tant que candidate dans l'émission produite par Arthur District Z et présentée par Denis Brogniart.
Elle joue en 2021 dans la série Léo Mattéï, Brigade des mineurs (épisodes 3 et 4 de la saison 8).
En juin 2021, elle crée le groupe de rock Molly Pepper  avec Jean Bocheux et  François Pavan. Le groupe a sorti un EP dénommé ‘’EP 1’’ en 2022. Le groupe fait la première partie de Trust à l'Olympia.
En contrat avec le label ZRP, elle prévoit la sortie d’un album en solo en 2024. Son album Hard To Follow sort le 29 mars 2024 avec le nom QUETIER,.

## Bilan artistique

### Publication
- Daily Marx (avec Thierry Marx), Éditions de la Martinière, 143 pages, mai 2011.

### Filmographie

#### Cinéma
- 2012 : Il était une fois, une fois de Christian Merret-Palmair : elle-même

#### Télévision
- 1996 : Jamais deux sans toi...t : épisode 27, La voisine : Sophie
- 2009 : Fritkot : Sandrine
- 2009 : RIS police scientifique : Saison 5, épisode 5 People : Elle-même
- 2013 : Nos chers voisins, avis de tempête : Une livreuse, reine de l'arnaque[20]
- 2018 : Commissaire Magellan : épisode 29 La Belle équipe : Sandrine Fontaine[21]
- 2018 : Joséphine, ange gardien : Mylène (saison 19, épisode 5 : Un noël recomposé)
- 2019 : Crimes parfaits : Docteur Rebecca Triolet (épisode 14 : A cœur ouvert)
- 2019 : Meurtres dans le Jura d'Éric Duret[22] : Capitaine Anna Buisson
- 2020 : Camping Paradis : Patricia (saison 11, épisode 5 : Telles mères, telles filles)
- 2021 : Léo Mattéï, Brigade des mineurs : Céline Casanova (saison 8, épisodes 3 et 4 : Une erreur de jeunesse)
- 2023 : Simon Coleman (épisode Dernière danse) : Noémie Lefèvre

### Théâtre
- 2023 : Deux jours pour rompre de Thierry Taieb, mise en scène de Jeoffrey Bourdenet, Théâtre Tête d'or
- 2022 : Sans dessus de sous de Didier Caron, mise en scène d'Anthony Marty, tournée
- 2025 : Complétement space de Willy Liechty et Marie-Laure Descoureaux, mise en scène Jean-Philippe Azéma, tournée et théâtre Tête d'Or

### Doublage
- 2023 : Unprisoned (en) : Jen (Beck Williams)

## Bilan médiatique

### Parcours à la radio
- 2015-2016 : collaboratrice des Pieds dans le plat de Cyril Hanouna sur Europe 1.

### Télévision

#### TF1

##### Animatrice
- 2004-2012 : Les 100 plus grands... avec Christophe Dechavanne, sur TF1
- 2006-2017 : 50 minutes inside avec Guillaume Lacroix puis Nikos Aliagas, sur TF1
- 2006-2007 : Les enfants du 31 avec Arthur
- 2008-2009 : 10 h le mag avec Julien Arnaud
- 2006-2008 : Concert pour la tolérance avec Bruno Guillon puis Nikos Aliagas
- 2008 : 4 minutes inside
- 2008 : Le Français le plus extraordinaire avec Bruno Guillon
- 2009 : 120 min inside avec Nikos Aliagas
- 2010 : Link, la vie en face
- 2011 : Mariage d'Albert II de Monaco et de Charlene Wittstock avec Jean-Claude Narcy, sur TF1
- 2009-2011 : Le Plus Grand Quiz de France
- 2012-2013 : Tout le monde aime la France
- 2011-2017 : Danse avec les stars, coanimation avec Vincent Cerutti (2011-2014), Laurent Ournac (2015-2016), et avec (à tour de rôle) Nikos Aliagas, Christophe Dechavanne, Laurence Boccolini, Jean-Luc Reichmann, Jean-Pierre Foucault, Karine Ferri, Arthur, Carole Rousseau, Denis Brogniart et Christophe Beaugrand (en 2017)
- 2014-2017 : Tirages du Loto, de l'Euromillions, de My Million, sur TF1
- 2015 : MasterChef, sur TF1, puis sur NT1
- 2016-2017 : Ninja Warrior : Le Parcours des héros avec Denis Brogniart et Christophe Beaugrand, sur TF1

##### Candidate
- 2004-2016 : Le Grand Concours des animateurs sur TF1
- 2010 : Élection de Miss France 2011 : jurée
- 2012-2020 : Vendredi tout est permis avec Arthur sur TF1
- 2020 : District Z sur TF1
- 2020 : Fort Boyard sur France 2

#### France 2 et France 3
- 1995-1996 : Tirage du Keno sur France 3
- Septembre - novembre 2003 : Qu'est-ce qui se passe quand ? animé par Gaël Leforestier, sur France 2
- Décembre 2003 : Le grand examen du savoir vivre, avec Thierry Beccaro sur France 2
- 2003 : Les vainqueurs de l'année avec Jean-Luc Delarue, sur France 2
- 29 juin 2004[3] : Code de la route, le grand examen avec Patrice Laffont, sur France 2
- Été 2004 : Le Brise-cœur sur France 2

#### M6
- 1996-1998 : Les Piégeurs
- De 1998 à 2000 : Politiquement rock
- 1998 : Flashs en direct de M6 Music
- 1997 : Le live du vendredi
- 2000 : Dance Machine 2000
- Entre 2000 et 2001 : Culture Pub (en prime-time)
- Entre 2000 et 16 mars 2003 : Grand écran juste avant Valentine Arnaud entre 23 mars 2003 et juin 2004
- Entre 2000 et 15 mars 2003 : Ciné 6
- Entre 2000 et 2002 : Morning Live
- 2002-2003 : Plus vite que la musique
- 2003 : Sex in the pub

#### Autres chaînes
- 2005 : Elles ont les moyens de vous faire parler avec Karen Minier et Frigide Barjot sur Téva
- 2006-2009 : Oscars du cinéma, Golden Globes, Festival du cinéma américain de Deauville, Festival de Cannes… sur E!
- 2006 : Miss TF6 sur TF6
- 2008 : E! News sur E!
- 2008-2009 : Cinéma 2008 : les incontournables sur E!
- 2008-2013 : Du beau, du bon, du bien-être sur Odyssée
- 2013-2014 : Avis de Tendances sur Stylia.